# 6GMOBILE
6GMOBILE  était un opérateur de télécommunications néerlandais qui combine les technologies mobiles (GSM), téléphonie fixe et Internet en un seul réseau. C'était un opérateur de réseau mobile virtuel et un MVNE GSM et UMTS opérationnel aux Pays-Bas.

## Historique de la société
Ce réseau a existé sous différents noms depuis 2006. Il a démarré comme Joint Venture sous le nom de InMo, partiellement détenu par Infonet Corp, acquis par BT. BT acquiert toutes les actions de InMo en février 2008, et change le nom de l'entreprise en BT inmo. La société devient indépendante en 2009 après un rachat par sa direction et change son nom en 6GMOBILE.

## Services
6GMOBILE utilise comme MVNE le réseau radio GSM / UMTS de KPN aux Pays-Bas. Il dispose de ses propres équipements de signalisation et de commutation avec des interconnexions à BT et KPN. Son IT a été structuré de façon à gérer différentes marques et services. 6GMOBILE est un fournisseur de solutions clés en main pour créer des services de télécommunication mobile.
En août 2009, 6GMOBILE a lancé sa propre marque Tringg. Tringg offre une offre SIM-seule avec des appels vocaux, messages SMS, et données 3G illimités pour un montant fixe basé sur une politique de Fair Use.
En avril 2010, 6GMOBILE a lancéKruidvat Mobiel en association avec Kruidvat, une chaîne de magasins au détail. Il s'agit d'un service prépayé qui est se positionne comme l'offre prépayée au prix le plus bas du marché néerlandais, en ligne avec la politique des tarifs pratiqués par Kruidvat.
En septembre 2010, 6GMOBILE fournit la plateforme de services mobiles du club de football d'Amsterdam, l'Ajax Amsterdam comme MVNO,Ajax Mobiel. Ajax Mobile offre gratuitement des appels on-net. Les clients pouvaient également choisir parmi un certain nombre d'applications à valeur ajoutée liées à l'équipe, dont certaines étaient gratuites.